# Майкл Гілл (тенісист)
Майкл Гілл (англ. Michael Hill; нар. 30 червня 1974) — колишній австралійський тенісист.
Найвищу одиночну позицію світового рейтингу — 168 місце досяг 19 липня 1999, парну — 18 місце — 30 липня 2001 року.
Здобув 2 одиночні та 3 парні титули.
Найвищим досягненням на турнірах Великого шолома були півфінали в парному та змішаному парному розрядах.
Завершив кар'єру 2005 року.

## Фінали турнірів ATP за кар'єру

### Парний розряд: 9 (3–6)
| Легенда (парний розряд)         |
| ------------------------------- |
| Великий Шлем (0–0)              |
| Фінали Світового туру ATP (0–0) |
| Серія Мастерс ATP (0–0)         |
| Серія турнірів ATP (1–2)        |
| Серія ATP Інтернешнл (2–4)      |

| Фінали за покриттям |
| ------------------- |
| Тверде (1–2)        |
| Ґрунт (2–4)         |
| Трава (0–0)         |
| Килим (0–0)         |

| Фінали за типом корту |
| --------------------- |
| Відкритий (3–5)       |
| Закритий (0–1)        |

| Результат | В-П | Дата     | Турнір                   | Рівень           | Покриття | Партнер       | Суперники                      | Рахунок            |
| --------- | --- | -------- | ------------------------ | ---------------- | -------- | ------------- | ------------------------------ | ------------------ |
| Поразка   | 0–1 | Жов 2000 | Токіо, Японія            | Серія Чемпіоншип | Тверде   | Джефф Таранго | Магеш Бгупаті Леандер Паес     | 4–6, 7–6(7–1), 3–6 |
| Перемога  | 1–1 | Лис 2000 | Брайтон, Велика Британія | Світова серія    | Тверде   | Джефф Таранго | Пол Голдстейн Джим Томас       | 6–3, 7–5           |
| Поразка   | 1–2 | Лют 2001 | Марсель, Франція         | Світова серія    | Тверде   | Джефф Таранго | Фабріс Санторо Жюльєн Бутте    | 6–7(7–9), 5–7      |
| Перемога  | 2–2 | Кві 2001 | Касабланка, Марокко      | Світова серія    | Ґрунт    | Джефф Таранго | Девід Макферсон Пабло Альбано  | 7–6(7–2), 6–3      |
| Поразка   | 2–3 | Лип 2001 | Гштад, Швейцарія         | Світова серія    | Ґрунт    | Джефф Таранго | Роджер Федерер Марат Сафін     | 1–0 ret.           |
| Поразка   | 2–4 | Лип 2001 | Штутгарт, Німеччина      | Серія Чемпіоншип | Ґрунт    | Джефф Таранго | Гільєрмо Каньяс Райнер Шуттлер | 6–4, 6–7(1–7), 4–6 |
| Перемога  | 3–4 | Кві 2002 | Барселона, Іспанія       | Серія Чемпіоншип | Ґрунт    | Даніель Вацек | Лукас Арнольд Кер Гастон Етліс | 6–4, 6–4           |
| Поразка   | 3–5 | Тра 2002 | Санкт-Пельтен, Австрія   | Світова серія    | Ґрунт    | Майк Браян    | Петр Пала Давід Рікл           | 5–7, 4–6           |
| Поразка   | 3–6 | Лип 2002 | Swedish Open, Швеція     | Світова серія    | Ґрунт    | Пол Генлі     | Йонас Бйоркман Тодд Вудбрідж   | 6–7(6–8), 4–6      |

## Фінали ATP Челленджер і ITF Ф'ючерс

### Одиночний розряд: 4 (3–1)
| Легенда              |
| -------------------- |
| ATP Челленджер (2–0) |
| ITF Ф'ючерс (1–1)    |

| Фінали за покриттям |
| ------------------- |
| Тверде (2–0)        |
| Ґрунт (0–1)         |
| Трава (0–0)         |
| Килим (1–0)         |

| Результат | В-П | Дата     | Турнір              | Рівень     | Покриття | Суперник           | Рахунок       |
| --------- | --- | -------- | ------------------- | ---------- | -------- | ------------------ | ------------- |
| Поразка   | 0–1 | Тра 1998 | США F1, Дельрей-Біч | Ф'ючерс    | Ґрунт    | Роналд Ейдженор    | 3–6, 3–6      |
| Перемога  | 1–1 | Чер 1998 | Ірландія F1, Дублін | Ф'ючерс    | Килим    | Ноам Окун          | 4–6, 6–4, 6–3 |
| Перемога  | 2–1 | Сер 1998 | Тіхуана, Мексика    | Челленджер | Тверде   | Алехандро Ернандес | 7–5, 6–1      |
| Перемога  | 3–1 | Лип 1999 | Аптос, США          | Челленджер | Тверде   | Харел Леві         | 6–7, 6–4, 6–2 |

### Парний розряд: 15 (11–4)
| Легенда               |
| --------------------- |
| ATP Челленджер (10–3) |
| ITF Ф'ючерс (1–1)     |

| Фінали за покриттям |
| ------------------- |
| Тверде (9–3)        |
| Ґрунт (0–1)         |
| Трава (0–0)         |
| Килим (2–0)         |

| Результат | В-П  | Дата     | Турнір                   | Рівень     | Покриття | Партнер       | Суперники                         | Рахунок       |
| --------- | ---- | -------- | ------------------------ | ---------- | -------- | ------------- | --------------------------------- | ------------- |
| Поразка   | 0–1  | Тра 1998 | США F1, Дельрей-Біч      | Ф'ючерс    | Ґрунт    | Скотт Гамфріс | Сімон Аспелін Кріс Тонц           | 4–6, 4–6      |
| Перемога  | 1–1  | Чер 1998 | Ірландія F2, Дублін      | Ф'ючерс    | Килим    | Скотт Гамфріс | Джефф Кутзе Дамін Робертс         | 3–6, 6–3, 6–2 |
| Перемога  | 2–1  | Лип 1998 | Денвер, США              | Челленджер | Тверде   | Гленн Вейнер  | Джастін Бовер Трой Баджен         | 7–6, 6–4      |
| Перемога  | 3–1  | Сер 1998 | Тіхуана, Мексика         | Челленджер | Тверде   | Скотт Гамфріс | Мітч Спренгелмеєр Ерік Тайно      | 6–3, 6–2      |
| Поразка   | 3–2  | Жов 1998 | Даллас, США              | Челленджер | Тверде   | Скотт Гамфріс | Джаред Палмер Джонатан Старк      | 3–6, 4–6      |
| Поразка   | 3–3  | Жов 1998 | Сан-Антоніо, США         | Челленджер | Тверде   | Скотт Гамфріс | Майкл Селл Девід Ді Лусія         | 3–6, 1–6      |
| Поразка   | 3–4  | Жов 1998 | Сан-Дієго, США           | Челленджер | Тверде   | Скотт Гамфріс | Адам Пітерсон Пол Голдстейн       | 2–6, 5–7      |
| Перемога  | 4–4  | Лют 1999 | Шербур, Франція          | Челленджер | Тверде   | Ендрю Пейнтер | Массімо Бертоліні Крістіан Бранді | 7–5, 7–6      |
| Перемога  | 5–4  | Бер 1999 | Магдебург, Німеччина     | Челленджер | Килим    | Ендрю Пейнтер | Ян-Ральф Брандт Дірк Діер         | 7–6, 6–7, 7–6 |
| Перемога  | 6–4  | Лип 1999 | Аптос, США               | Челленджер | Тверде   | Ендрю Пейнтер | Харел Леві Ліор Мор               | 7–6, 1–6, 7–5 |
| Перемога  | 7–4  | Жов 1999 | Гонконг, Гонконг         | Челленджер | Тверде   | Невілл Годвін | Боб Браян Майк Браян              | 3–6, 7–5, 7–6 |
| Перемога  | 8–4  | Лют 2000 | Амарилло, США            | Челленджер | Тверде   | Браян Макфі   | Брендон Коуп Майкл Селл           | 7–5, 6–2      |
| Перемога  | 9–4  | Лют 2000 | Хошимін, В'єтнам         | Челленджер | Тверде   | Тодд Вудбрідж | Іраклій Лабадзе Кевін Ульєтт      | 6–3, 6–4      |
| Перемога  | 10–4 | Бер 2000 | Сінгапур, Сінгапур       | Челленджер | Тверде   | Невілл Годвін | Натан Гілі Пол Генлі              | 6–4, 6–1      |
| Перемога  | 11–4 | Бер 2000 | Гамільтон, Нова Зеландія | Челленджер | Тверде   | Невілл Годвін | Майкл Джойс Джим Томас            | 7–6(7–4), 6–4 |

## Досягнення
| W | Ф | ПФ | ЧФ | #Р | КТ | К# | DNQ | A | NH |

### Одиночний розряд
| Турніри Великого шлему                 |     |     |     |     |     |       |     |     |
| Відкритий чемпіонат Австралії з тенісу | К1р | К2р | К1р | К3р | 2р  | 0 / 1 | 1–1 | 50% |
| Відкритий чемпіонат Франції з тенісу   |     |     |     | К1р | К2р | 0 / 0 | 0–0 | –   |
| Вімблдонський турнір                   |     | К3р | К3р | К3р | К2р | 0 / 0 | 0–0 | –   |
| Відкритий чемпіонат США з тенісу       |     | К1р | К2р | К2р |     | 0 / 0 | 0–0 | –   |
| В-П                                    | 0–0 | 0–0 | 0–0 | 0–0 | 1–1 | 0 / 1 | 1–1 | 50% |
| Тур ATP Мастерс 1000                   |     |     |     |     |     |       |     |     |
| Мастерс Цинциннаті                     |     |     |     | К1р |     | 0 / 0 | 0–0 | –   |
| В-П                                    | 0–0 | 0–0 | 0–0 | 0–0 | 0–0 | 0 / 0 | 0–0 | –   |

### Парний розряд
| Турніри Великого шлему                 |              |              |              |              |              |              |              |        |       |     |
| Відкритий чемпіонат Австралії з тенісу |              | 2р           | 3р           | 2р           | 1р           |              | 1р           | 0 / 5  | 4–5   | 44% |
| Відкритий чемпіонат Франції з тенісу   |              | ЧФ           | ПФ           | 1р           |              | 1р           |              | 0 / 4  | 6–4   | 60% |
| Вімблдонський турнір                   | 1р           | 1р           | 3р           | 1р           |              | 1р           |              | 0 / 5  | 2–5   | 29% |
| Відкритий чемпіонат США з тенісу       | 2р           | 1р           | 3р           | 2р           |              |              |              | 0 / 4  | 4–4   | 50% |
| В-П                                    | 1–2          | 4–4          | 9–4          | 2–4          | 0–1          | 0–2          | 0–1          | 0 / 18 | 16–18 | 47% |
| Тур ATP Мастерс 1000                   |              |              |              |              |              |              |              |        |       |     |
| Індіан-Веллс                           |              |              | ЧФ           | 1р           |              |              |              | 0 / 2  | 2–2   | 50% |
| Відкритий чемпіонат Маямі з тенісу     | К2р          |              | 3р           | 1р           |              |              |              | 0 / 2  | 1–2   | 33% |
| Монте-Карло                            |              | К1р          | 1р           | 1р           |              |              |              | 0 / 2  | 1–2   | 33% |
| Рим                                    |              |              | 1р           | 2р           |              |              |              | 0 / 2  | 1–2   | 33% |
| Мадрид                                 | Не проводили | Не проводили | Не проводили | 2р           |              |              |              | 0 / 1  | 1–1   | 50% |
| Гамбург                                |              |              | 1р           | 2р           |              |              |              | 0 / 2  | 1–2   | 50% |
| Мастерс Канада                         |              |              | 2р           | ЧФ           |              |              |              | 0 / 2  | 3–2   | 60% |
| Мастерс Цинциннаті                     | К1р          | 2р           | 2р           | 1р           |              |              |              | 0 / 3  | 2–3   | 40% |
| Штутгарт                               |              | 1р           | ЧФ           | Не проводили | Не проводили | Не проводили | Не проводили | 0 / 2  | 2–2   | 50% |
| Мастерс Париж                          |              | ЧФ           | 2р           | 2р           |              |              |              | 0 / 3  | 4–3   | 57% |
| В-П                                    | 0–0          | 3–3          | 7–8          | 8–9          | 0–0          | 0–0          | 0–0          | 0 / 21 | 18–21 | 46% |

### Мікст
| Турніри Великого шлему                 |     |     |     |     |     |        |      |     |
| Відкритий чемпіонат Австралії з тенісу | 2р  | 1р  | ПФ  | 1р  |     | 0 / 4  | 4–4  | 50% |
| Відкритий чемпіонат Франції з тенісу   | 2р  |     | ЧФ  |     |     | 0 / 2  | 3–2  | 60% |
| Вімблдонський турнір                   | 1р  | 1р  | 1р  |     | 2р  | 0 / 4  | 1–4  | 20% |
| Відкритий чемпіонат США з тенісу       |     | 2р  | 1р  |     |     | 0 / 2  | 1–2  | 33% |
| В-П                                    | 2–3 | 1–3 | 5–4 | 0–1 | 1–1 | 0 / 12 | 9–12 | 43% |